# Studio op. 10 n. 5 (Chopin)
Lo Studio op. 10 n. 5 in Sol bemolle maggiore, è stato scritto da Fryderyk Chopin nel 1830. Questa composizione è caratteristica per la parte della mano destra che suona esclusivamente sui tasti neri, basandosi quindi solo su una scala pentatonica. Il brano, brillante e scherzoso, sembra quasi una scommessa giocata da Chopin semplicemente per seguire la disposizione dei tasti neri sul pianoforte; anche la diteggiatura, indicata dall'autore nello spartito originale, è particolare; il musicista non si faceva scrupolo di indicare il primo dito, il pollice, sui tasti neri per ovviare a un intervallo di ottava, ma anche di sesta, quasi per prendere in giro le normative severe delle scuole musicali.
Franz Liszt, per sottolineare l'aspetto giocoso del brano, lo definì "fantasia burlesca scoppiettante di brio" Chopin invece non amava molto questa sua composizione, ritenendola inferiore a molte altre. Clara Wieck ascoltò a Parigi nel marzo 1839 lo Studio e lo apprezzò tanto da suonarlo nell'ambito di un concerto da lei tenuto nella capitale nel mese di aprile; Chopin non ne fu entusiasta, ritenendo che la pianista avrebbe potuto eseguire qualcosa di meglio.
Il brano porta nelle edizioni stampate l'indicazione Vivace brillante, mentre sulla partitura autografa del musicista era scritto legatissimo e leggerissimo, notazione che sicuramente meglio si adatta alle caratteristiche del pezzo. Lo Studio è sì veloce e brillante, ma ha anche connotazioni di elegante leggerezza  e naturalezza. È la mano sinistra a disegnare la melodia, per lo più con accordi e ottave; alla mano destra spetta l'accompagnamento con rapide terzine in successione.